# Sensibilitat (electrònica)
La sensibilitat d'un dispositiu electrònic, com per exemple un receptor de ràdio, és el senyal mínim a l'entrada requerida per a produir un senyal a la sortida amb el condicionant d'una relació senyal/soroll determinada.
Es pot calcular:
{\displaystyle Si=K(Ta+Trx)B.So/No}
on
Si = sensibilitat [W]
K =  constant de Boltzmann
Ta= temperatura de soroll equivalent en [K] de la font (ex: antena) a l'entrada del receptor
Trx=  temperatura de soroll equivalent en [K] del receptor referida a l'entrada del receptor
B = amplada de banda [Hz]
So/No = relació senyal/soroll requerida a la sortida
La sensibilitat del receptor indica quin és el minim senyal que pot rebre amb una qualitat determinada. Per tant, quan més petit sigui aquest senyal millor. La sensibilitat s'expressa en dBm (el logaritme d'un valor més petit que 1 sempre és negatiu) i, per tant, com més alt sigui el seu valor absolut millor. Per exemple, una sensibilitat de recepció de -98 dBm és millor que una sensibilitat de -95 dBm en 3dBm o per un factor de 2. Això vol dir que un receptor amb una sensibilitat de -98 dBm pot sintonitzar senyals amb la meitat de potència que un receptor amb una sensibilitat de -95 dBm.
També es pot definir la sensibilitat :
- d'un micròfon (captador/sonda acústic), la qual expressa la intensitat de camp acústic en unitats de dB relatiu a 1V/Pa en circuit obert o amb una càrrega d'1 Kilohm.[3]
- d'un altaveu (actuador/font acústic), la qual s'expressa en dB amb potència 1W SPL i a un metre de distància.[4]